# Скаутско движение
Скаут (англ. scout) в превод означава „разузнавач“, но в днешни дни скаутите са хора, обединени главно от идеите си за живот сред природата и от кодекса си на коректно поведение.
Скаутското движение е определено като възпитаващо младите хора, основаващо се върху принципа на доброволността, отворено за всички, без ограничения на произход, раса, класа и вероизповедание, приемащи принципа на недискриминацията, при условие, че личността се присъедини от сърце към целта, принципите и метода на скаутското движение, определени от Основателя на организацията – англичанина лорд Баден Пауел.
Скаутизмът е движение за младите хора, а ролята на възрастните се състои в това да напътстват младите в реализацията на целите му. Скаутизмът, в стремежа си да създаде добри граждани, се старае да възпитава младежите от четири страни: морално, граждански, трудово и физически.
Със своя педагогически характер скаутизмът се стреми към пълна реализация на отделната личност.
Скаутското движение в наши дни наброява около 50 милиона деца и юноши в многобройни клубове и организации по света, включително и България.

## Основаване на скаутското движение
Основите на скаутската организация са поставени през 1907 г. от сър Робърт Стивънсън Смит Бейдън-Пауел в Англия. Като бивш военен лорд Бейдън-Пауел от Гилуел създава първият скаустки отряд, който наброява 7 момчета от градските улици, като ги завежда на скаутски лагер на остров Браунси. Децата приемат скаутската идея като своя и поставят началото на движение на скаутите по света. На 22 февруари се чества световният ден на скаутското движение.

## Съвременно състояние на скаутското движение
Организацията на скаутското движение има две общи звена – Световна организация на скаутското движение (СОСД / WOSM) и Национални организации. И двете звена са структурирани по приблизително еднакъв начин: Общо събрание – Съвет – Членове.
Числеността на скаутите в цял свят – водачи и млади участници – се оценява на около 50 милиона души, което поставя движението на едно от първите места сред младежките организации. Движението е застъпено в 154 страни по цял свят, които са разделени на пет региона – Европа, Евразия, Интер-Америка, Африка и Азия-Пасифик.
Световната скаутска конференция (ССК) е висшият ръководен орган на скаутското движение. Свиква се на всеки три години. Участват делегати от всички страни членки на СОСД (WOSM). Всяка страна се представя пряко със своята делегация. При изборите, всяка национална делегация има право на 6 гласа, които могат да бъдат разделени, ако членовете на дадена делегация имат различно становище по даден въпрос. Световната скаутска конференция избира ръководния си орган и председател. Ръководният орган е Световният скаутски съвет, съставен от 12 члена. Всяка поредна ССК избира и сменя само половината от членовете, за да се осигури запазване на традицията. На конференцията се обсъжда развитието на Организацията през следващия период от три години, приемат се нови национални организации за членове, замразява се или се прекратява членството на национални организации, нарушили конституцията на СОСД или пресрочили плащането на членския си внос към нея. От всяка страна кандидат само една скаутска организация се признава като Национална и приема за член. Седалището на СОСД и на Изпълнителното бюро е в Женева, Швейцария.
Скаутските региони имат за цел да улеснят прилагането на решенията на ССК в даден географски или културен регион, както и да подпомагат националните скаутски организации от региона в тяхното развитие. Регионите представляват мрежа за подкрепа и свръзка, те не са орган, който взима решения.
Европейският скаутски регион е със седалище в Женева. Регионът наброява 2 милиона члена от общо 40 милиона скаути по света. Той представлява третият по големина регион след Азиатско-тихоокеанския и Интер-американския, но голяма част от европейските скаутски организации имат стародавна традиция в генерирането на нови идеи и за развитието на движението, с което подпомагат цялата Организация.

## Управителни органи в Европа
Европейският скаутски регион има три управляващи органа:
I. Европейската скаутска конференция – съставена е от делегати от всички национални скаутски организации членки от региона. Свиква се на всеки три години. Съгласно Конституцията на СОСД нейните функции са да укрепва скаутското движение на региона, като развива дух на братство, сътрудничество и подкрепа на скаутските организации от региона. Да спазва Конституциите и другите закони и правила, управляващи региона. Да осигурява прилагането на решенията и на политиката на Световната организация, които засягат региона.
II. Европейският скаутски комитет – управляващото тяло на региона се състои от 6 члена (на доброволни начала), избирани на всеки три години. Събират се три пъти годишно, като част от срещите са съвместни с Европейския комитет на гърл-гаидите. Неговите задачи са да спазва Конституцията и другите закони, управляващи региона. Да действа като консултант на Световния комитет. Да оказва съдействие на националните организации членки, които се нуждаят от напътствие и съдействие. Председател на ЕСК сега е Дайвид Бул, членове са Пер Хайландер, Терез Бермингам, Джордж Хурдакис, Мартен Велтхйуцен, Ондрей Ваанке и Жоозе-Антонио Варлета.
III. Европейският скаутски офис – седалището му първоначално е било в Женева. Сега е в Куала Лумпур, Малайзия. Работата му е насочена в три направления:
- методи на обучение (младежка програма и възрастни ресурси)
- подпомагане (финансово и административно)
- връзки (политика с младежта и Европейските институции)

Функциите на регионалния офис са:
- да служи като секретариат на Регионалната организация
- да служи като секретариат на Световната организация, когато се отнася до въпроси, свързани с региона.

Ръководен от един регионален директор, Регионалният офис същевременно е и клон на Световното бюро. Регионалният директор се избира от Световното бюро и той, както и останалите служители на бюрото, са платени служители. Те отговарят пред Генералния секретар на СОСД и пред Регионалния комитет.

## Членове
Организациите членки на Европейския скаутски регион са: Албания, Австрия, Белгия, България, Босна и Херцеговина, Великобритания, Хърватия, Кипър, Чехия, Дания, Естония, Финландия, Франция, Германия, Гърция, Унгария, Исландия, Ирландия, Израел, Италия, Латвия, Лихтенщайн, Литва, Люксембург, Малта, Монако, Нидерландия, Норвегия, Полша, Португалия, Румъния, Сан Марино, Словакия, Словения, Северна Македония, Сърбия, Испания, Швеция, Швейцария, Турция.
Европейският скаутски регион се подразделя на 5 подрегиона, значението на които е единствено за удобство при работата на бюрото.

## В България
Скаутското движение в България се заражда още в началото на XX век, само няколко години след появата на скаутството в родината му Англия

## Дейност на скаутите
Дейността на скаутите предимно е сред природата, целта е да се постигне разбирателство на младия човек с природата и околните. Някои основни дейности са: екология, оцеляване в природата, лагеруване, спортни мероприятия, благотворителност, международен обмен и обучение.
Обучението чрез действие е крайъгълния камък на съвременното обучение; да се вземе активно участие в процеса чрез наблюдения, опити и професионална ангажираност, защото както казва Баден Пауел: „Да направи, отколкото да възприема!“. Такава програма, която не е базирана върху обучение чрез действия, не може да бъде ползвана в скаутските лагери.
Живот в малки групи – патрули е третия елемент в основата на скаутския метод. Този вид живот е за да се подготвят младите за живот в обществото, да се улесни развитието на характера и да се позволи придобиване на известни умения, вяра в самия себе си, чувство за услуга и способност, както да сътрудничи, така и да се ръководи. Малкият брой на скаутите в патрула – патрул в превод от английски означава, група с определена специална разузнавателна мисия, от 6 до 8 души, постоянните им връзки, еднопосочност на поставените цели, взаимно опознаване и оцеляване, свързани с чувството за свобода и сплотеност, а така също и социалния контрол се извършва по неформален начин – всичко това създава идеална атмосфера за младите да израснат като добри личности.
Всеки патрул си избира име. За момчетата на животно, дърво или природно явление, а момичетата на птица, цвете. Името се свързва с определени качества, които скаутите се стремят да развият у себе си, а също и със съответни цветове, които те носят като емблема, пришита на дясното рамо. Всеки патрул си има знаме с цветовете на патрула и образа на името му, както могат да си определят и свой вик, сигнал и своя песен.
Скаутският закон гласи:
1. Скаутът е честен и почтен.
2. Скаутът е лоялен.
3. Скаутът е полезен и помага на другите.
4. Скаутът е приятел на всички и брат на всеки скаут.
5. Скаутът е вежлив и етичен.
6. Скаутът е приятел на животните и опазва околната среда.
7. Скаутът уважава и почита родителите, учителите и водачите си.
8. Скаутът е весел и с висок дух.
9. Скаутът е пестелив и опазва личната и обществената собственост.
10. Скаутът е чист в мислите, думите и делата си.

### Организационна структура
В организационните звена на скаутските организации (в т.ч. и в България) са обособени следните звена:
- деца от 7 до 11 години – вълчета;
- ученици от 11 до 15 години – скаути;
- младежи от 15 до 18 години – венчъри;
- младежи от 18 до 26 години - ровери 
- над 26 години – Скаутери / Лидери / Ментори и  Експлорери.
Членуването в първите три единици е със съгласието на родителите и членовете се приемат с попълването на молба образец.
Скаутските отряди са относително самостоятелни организационни единици по отношение на обучението, програмата и инициативите.
Отрядът ВЪЛЧЕТА се нарича ГЛУТНИЦА. Той се състои от 2 до 4 шесторки, като броят на членовете в тях варира между 4 и 6 вълчета. При скаутите отрядът се състои от 2 до 4 патрула, а патрулът от 5 до 8 скаута. При морските и речните скаути патрулите се наричат екипажи.
Роверите се сформират за удобство най-вече по университети в регионите, а тяхната организационна единица се нарича „клан“ и е от 3 до 15 члена.
Следващата по големина организационна единица е скаутския клуб, който обединява скаутските отряди, глутници от едно населено място. При морските и речни скаути дружината се нарича флотилия.
Най-голямата по обхват организационна и административна единица е регионът. В него влизат всички скаутски структури на територията му.

## Химн на скаутите
Скаутът се познава отдалече,
той по дух е вечно млад.
Няма, няма да намериш
по-добър, сърдечен брат.
...........
Припев:
Аз съм скаут (2),
имам най-красивите мечти!
Аз съм скаут (2),
пламенно сърце във мен тупти!
...........
От различни раси и народи
скаути има по света.
Пламенна мечта ни води -
мир, надежда, свобода.
.............
Припев:
- – – – – – – – – -
Своя възел на доброто дело
връзва с гордост всеки скаут.
По планинските пътеки
бодро крачат млад и стар.
.............
Припев:
- – – – – – – – – -
Текст: Руми Райк
Музика: Румен Мончев